# Экономика Республики Сербской
Экономика Республики Сербской формировалась после Боснийской войны. Ее основу составляют промышленность и сельское хозяйство.

## ВВП

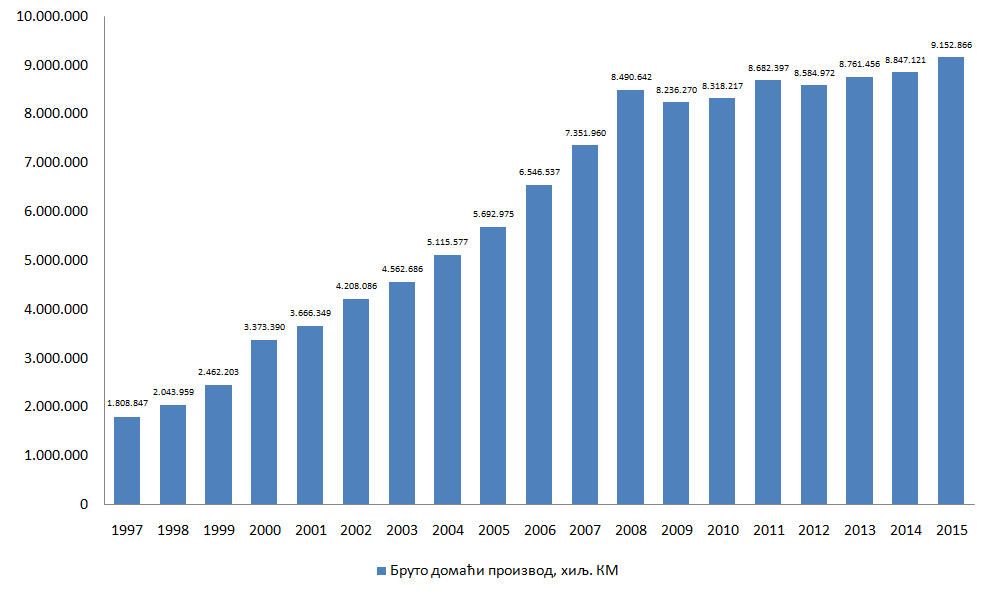
ВВП Республики Сербской в период 1997—2015 годов

В 2022 году рост ВВП РС составил 3,5%, в 2021 году — 6,9%, в 2020 году спад составил 2,5%, в 2019 году рост составил 2,5%, в 2018 году — 3,9%, в 2017 году — 3,1%, в 2016 году — 3,5%.
В 2015 году ВВП РС вырос на 2,6 %, что стало наибольшим за предыдущие семь лет. Его объём — более девяти миллиардов конвертируемых марок. Из них более 1,5 миллиарда приходится на промышленное производство.

## Занятость и благосостояние населения
Уровень безработицы в 2016 году составил 24,8 %, что на 0,4 % меньше по сравнению с 2015 годом. Безработица среди мужчин составила 21,6 %, а среди женщин — 29,5 %. Треть безработных в возрасте до 30 лет, каждый пятый безработный старше 50 лет. Среди безработных мужчин 19,3 % окончили начальную школу, 72 % — среднюю школу, 8,7 % — высшую школу или университет. Среди женщин данные показатели составляют 15,3 %, 66,9 % и 17,8 % соответственно.
Половина всех занятых работает в перерабатывающей промышленности, сфере торговли и в органах власти. Каждый шестой трудящийся младше 30 лет, а 25 % занятых в возрасте старше 50 лет. Среди занятых 50 % окончили только среднюю школу, а 25 % имеют высшее образование.
По данным Республиканского института статистики, всего в 2016 году занятыми были 253 305 человек, в том числе 141 454 мужчины и 111 851 женщина. Это на 7330 человек больше, нежели в 2015 году. Согласно данным Республиканского института статистики, распределение занятых по сферам деятельность в 2016 году выглядело следующим образом:
- сельское хозяйство, лесной сектор и рыболовство — 8468
- добыча минералов — 5277
- перерабатывающая промышленность — 52 116
- энергетика — 7854
- водоснабжение, управление канализацией и отходами — 4833
- строительство — 11 542
- оптовая и розничная торговля, ремонт транспортных средств — 44 909
- транспорт и логистика — 11 761
- гостиничный бизнес и общественное питание — 12 106
- информация и коммуникации — 5150
- финансы и страхование — 5558
- недвижимость — 559
- специальная, научная и техническая деятельности — 7423
- административная и вспомогательная деятельности — 2948
- управление и оборона, обязательное социальное страхование — 24 202
- образование — 22 608
- здравоохранения и социальная служба — 17 198
- искусство, развлечения и рекреация — 3583
- другое — 5250

В 2016 году средняя нетто-зарплата составила 836 конвертируемых марок (КМ). В 2015 году данный показатель составлял 831 КМ. Выше всего оплата в сфере страхования и финансов, её работники (2,6 % от числа занятых) получают в среднем 1261 КМ. Наименьшие зарплаты в сфере административного управления и консультаций, где трудящиеся (1,3 % от числа занятых) получают в среднем 518 КМ в месяц. Средний уровень брутто-зарплаты составил 1344 КМ, что 4 КМ больше, чем в 2015 году. С 1 июня 2021 года минимальный размер оплаты труда нетто в Республике Сербской составляет 540 марок (276,43 евро). Средний размер оплаты труда брутто в Республике Сербской по состоянию на апрель 2021 года составляет 1518 марок (776,96 евро), а нетто — 978 марки (500,57 евро). С 1 января 2023 года минимальный размер оплаты труда нетто в Республике Сербской составляет 700 марок (358,64 евро). С 1 января 2024 года минимальный размер оплаты труда нетто в Республике Сербской составляет 900 марок (463,35 евро).
Объём инвестиций в 2015 году составил более 1,6 миллиарда конвертируемых марок. Из них более половины было вложено в сферу строительства.

## Промышленность
В ВВП Республики Сербской доля промышленности составляет 16,4 %. В 2015 году она продемонстрировала рост на 3 % по сравнению с 2014 годом. Наиболее развиты энергетический комплекс, лесоперерабатывающая промышленность, металлургия, добыча природных ресурсов и текстильное производство.
Согласно отчетам предприятий и фирм, общая стоимость промышленной продукции в 2015 году составила более 4,8 миллиарда конвертируемых марок, что на 6 % меньше, нежели в 2014 году. Из них 72,2 % пришлось на перерабатывающую промышленность. От общей стоимости продукции 38,1 % составляет её экспорт.
Общее количество фирм и предприятий в сфере промышленности в конце 2015 года — 4436. Из 89 % находились в частной собственности. Объём инвестиций в промышленность составил 635 миллионов конвертируемых марок, что на 37,6 % меньше, нежели в 2014 году.
В промышленности занято 27,5 % работающего населения.
Главным промышленным центром РС является Баня-Лука, в городе расположены такие предприятия как «Jелшинград» (металлургия), «Микроелектроника», «Хемофарм» и т.д.

### Энергетика

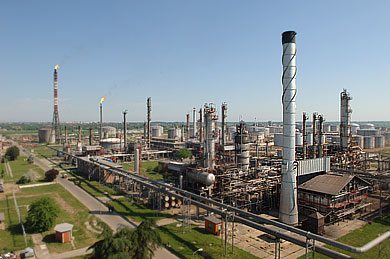
Нефтеперерабатывающий завод в Модриче

Энергетический комплекс РС полностью покрывает потребности Республики в электроэнергии, её часть также идет на экспорт. Общий объём произведенной в 2015 году электроэнергии составил 5610 гигаватт. 58,8 % было выработано на ТЭЦ, 40,4 % — на ГЭС, 0,8 % — другими источниками. Расход электричества в РС растет с 2011 года.
Структура потребителей электроэнергии в 2015 году выглядела следующим образом:
- 53 % — домашние хозяйства
- 19,5 % — промышленность
- 1,2 % — сельское хозяйство
- 1 % — строительная отрасль
- 0,6 % — транспорт
- 24,7 % — другие потребители

В РС нет собственных запасов природного газа, потребности в нём полностью компенсируются его импортом, при этом 91,7 % ввозимого газа потребляет промышленность.
В 2015 году инвестиции в энергетический комплекс РС составили 366 миллионов конвертируемых марок, в нём было занято около 12 тысяч человек, что больше на 1,7 % по сравнению с 2014 годом.

## Строительство
В 2015 году строительство продемонстрировало небольшой спад показателей по сравнению с предыдущим годом — на 1,1 %. Эта отрасль дала 4,7 % ВВП и привлекла 18,7 % от общего объёма инвестиций. Общая стоимость строительных работ — более 621 миллиона КМ. По стоимости выделяются работы по возведению инфраструктурных объектов (217 миллионов КМ), офисов и торговых центров (133 миллиона КМ), а также жилья (128 миллионов КМ).
В строительстве занято 4,5 % трудящихся в РС.
При строительстве жилых домов наиболее массовыми являются однокомнатные квартиры — 40,8 %. Средняя стоимость нового жилья составляет 1520 КМ за квадратный метр.

## Сельское хозяйство

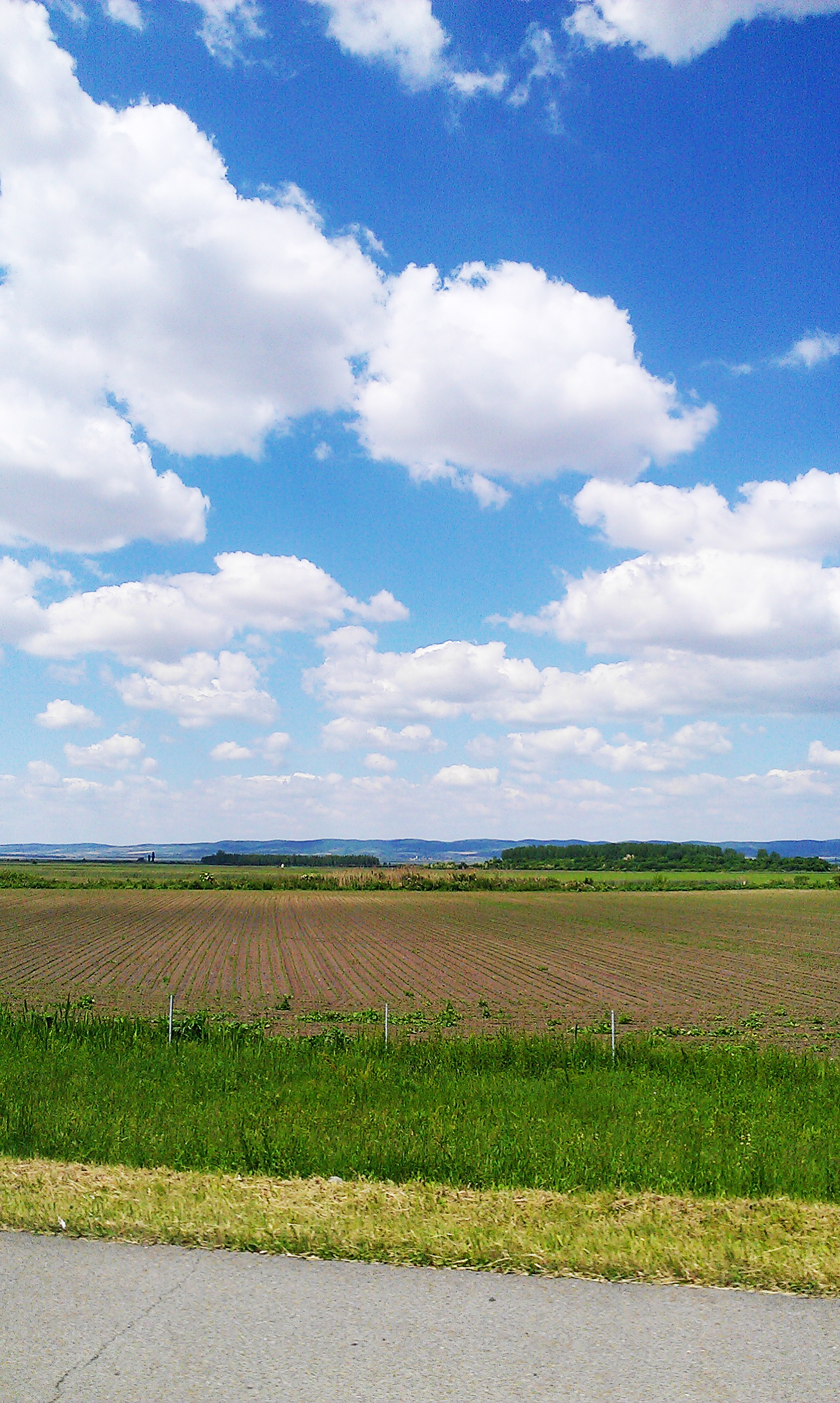
Поля в окрестностях Приедора

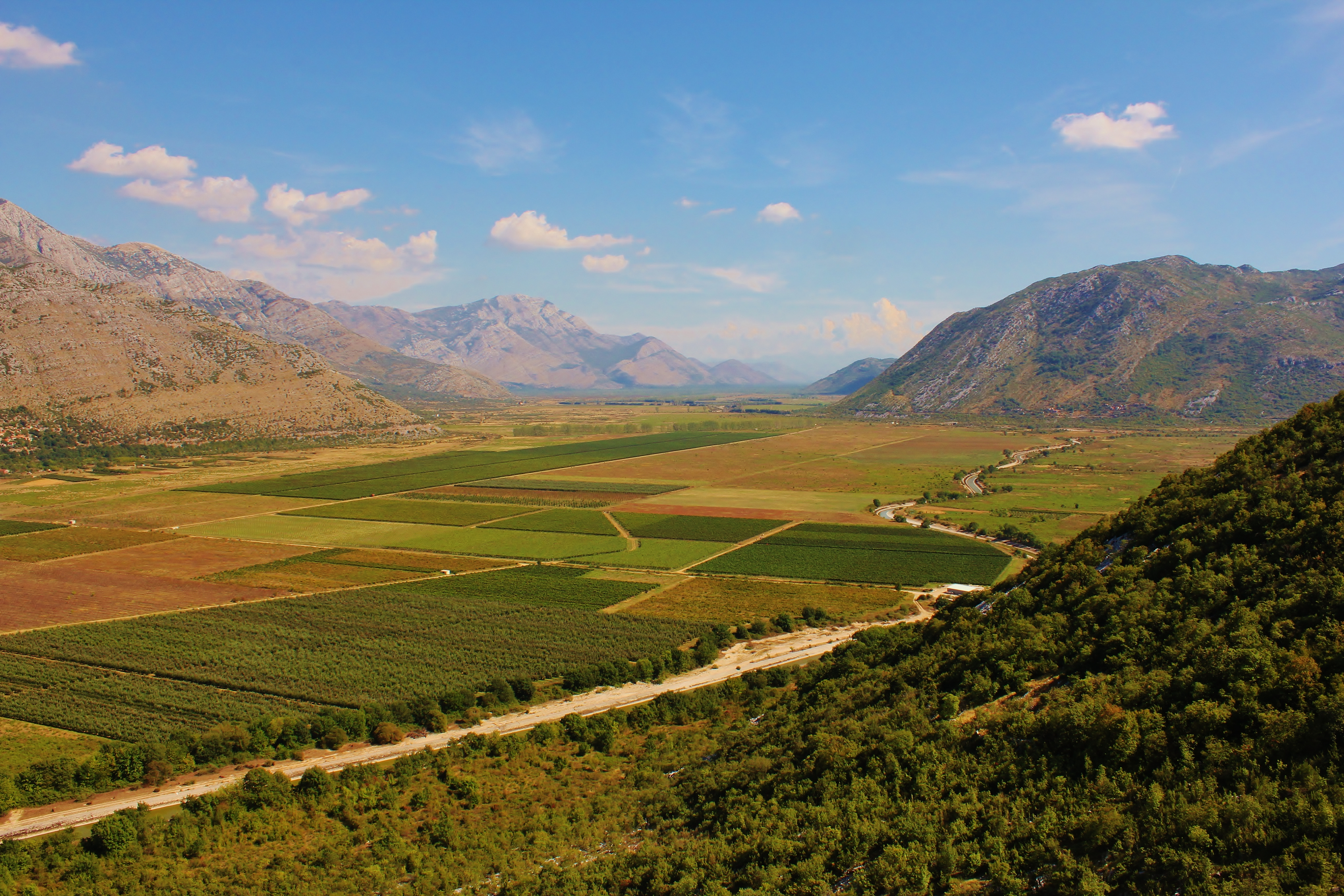
Попово-Поле

Сельское хозяйство играет значительную роль в экономике РС, но его доля в ВВП Республики постепенно снижается. В 2011 году сельскохозяйственный сектор составлял 8,9 % ВВП, в 2015 году этот показатель составил 7,8 % ВВП. В то же время, 29,1 % (91 тысяча человек) от занятого населения трудятся в сельском хозяйстве. Данный показатель также падает с 2011 года, когда в этой сфере работало 32,7 % занятого населения.
Внешнеторговый оборот сельскохозяйственной продукции в 2015 году составил 293,8 миллиона конвертируемых марок, что на 30,4 миллиона выше, нежели в 2014 году. В экспорте доля сельскохозяйственной продукции составляет 2,3 %, а в импорте — 5,4 %. Основную часть экспорта составляют яблоки, груши и айва, их основной покупатель — Россия. В импорте доминирует кукуруза, поставляемая, в основном, из Сербии.
В 2015 году различными культурами были засеяны 306 тысяч гектар сельскохозяйственных земель. С них удалось собрать 127 тысяч тонн пшеницы, 561 тысячу тонн кукурузы, 48 тысяч тонн яблок, 67 тысяч тонн сливы.
В том же году поголовье крупного рогатого скота насчитывало 229 тысяч животных, свиней — 452 тысячи, овец — 486 тысяч, домашней птицы — более 11 миллионов.
2015 год стал рекордным в сфере производства меда, было собрано 1974 тонны. Из них 240 тонн собрали в Биелине.

## Торговля

### Внешняя торговля
Главными внешнеторговыми партнерами РС являются Сербия, Италия и Россия. Связанный с ними экспорт и импорт составляет 40 % от общего внешнеторгового оборота РС.
В 2015 году РС экспортировала продукцию в Италию (18,3 %), Сербию (13,1 %), Германию (10,6 %), Словению (9,7 %), Хорватию (8,8 %) и т. д. В то время как основными поставщиками в РС стали Сербия (17,5 %), Россия (15,7 %), Италия (12,2 %), Германия (7,8 %) и Китай (6,3 %). Стоимость экспорта составила 2,6 миллиарда конвертируемых марок, стоимость импорта — 4,4 миллиарда конвертируемых марок.
В структуре экспорта преобладают одежда, ткани, продукция лесоперерабатывающего комплекса, в том числе древесный уголь, а также продукция металлургической отрасли. Ввозит РС, в основном, энергетические ресурсы, металлы, станки и т.д.

## Туризм

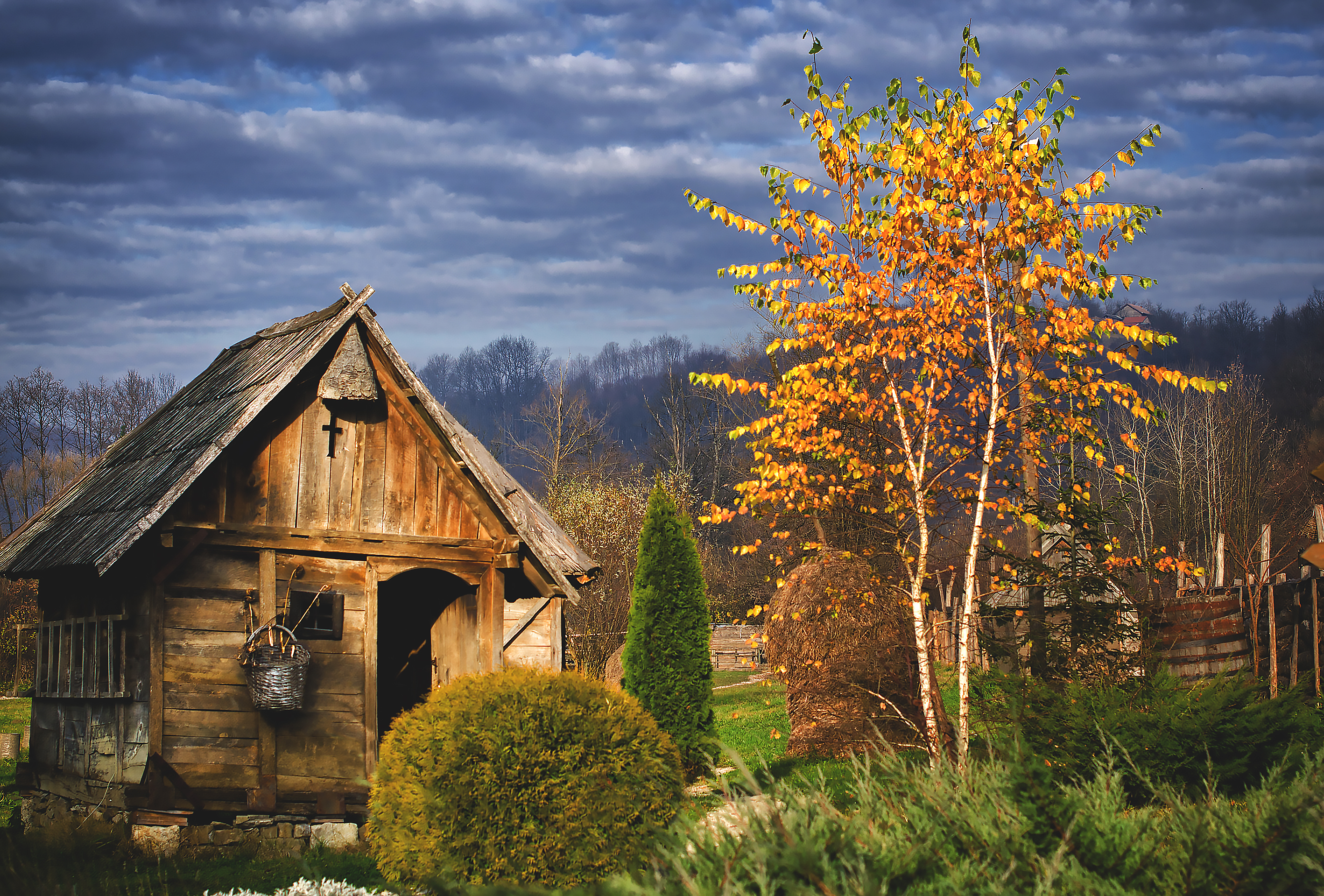
Этно-село Котроманичево — туристический объект неподалеку от Добоя

Туристический потенциал Республики Сербской достаточно велик благодаря наличию богатых природных ресурсов и достопримечательностей. В Республике развиты горный туризм, спа-туризм, религиозный, приключенческий и экологический туризм. Среди множества достопримечательностей и объектов, посещаемых туристами, выделяются горы и термальные источники (спа-курорты) — 17,2 % и 16,2 % от общего числа туристов в 2016 году соответственно.
В Республике Сербской ответственным за сферу туризма является Министерство торговли и туризма. В его рамках действует Туристическая организация Республики Сербской, задачами которой являются популяризация Республики как туристического направления, создание ее положительного имиджа, участие в различных туристических фестивалях и других мероприятиях и т. д. В ряде населенных пунктов РС действуют филиалы Организации.
Численность туристов в Республике Сербской непрерывно растет с 2009 года, когда ее посетили 150 256 человек, в том числе 54 979 иностранцев. В 2015 году численность туристов составила 294 781 (в том числе 136 210 иностранных), а в 2016 — 323 908 (в том числе 157 845 иностранных).
В 2016 году наибольшее число иностранных туристов прибыло из Сербии (45 209), Хорватии (19 594) и Словении (16 701).

## Транспорт и коммуникации

### Транспорт

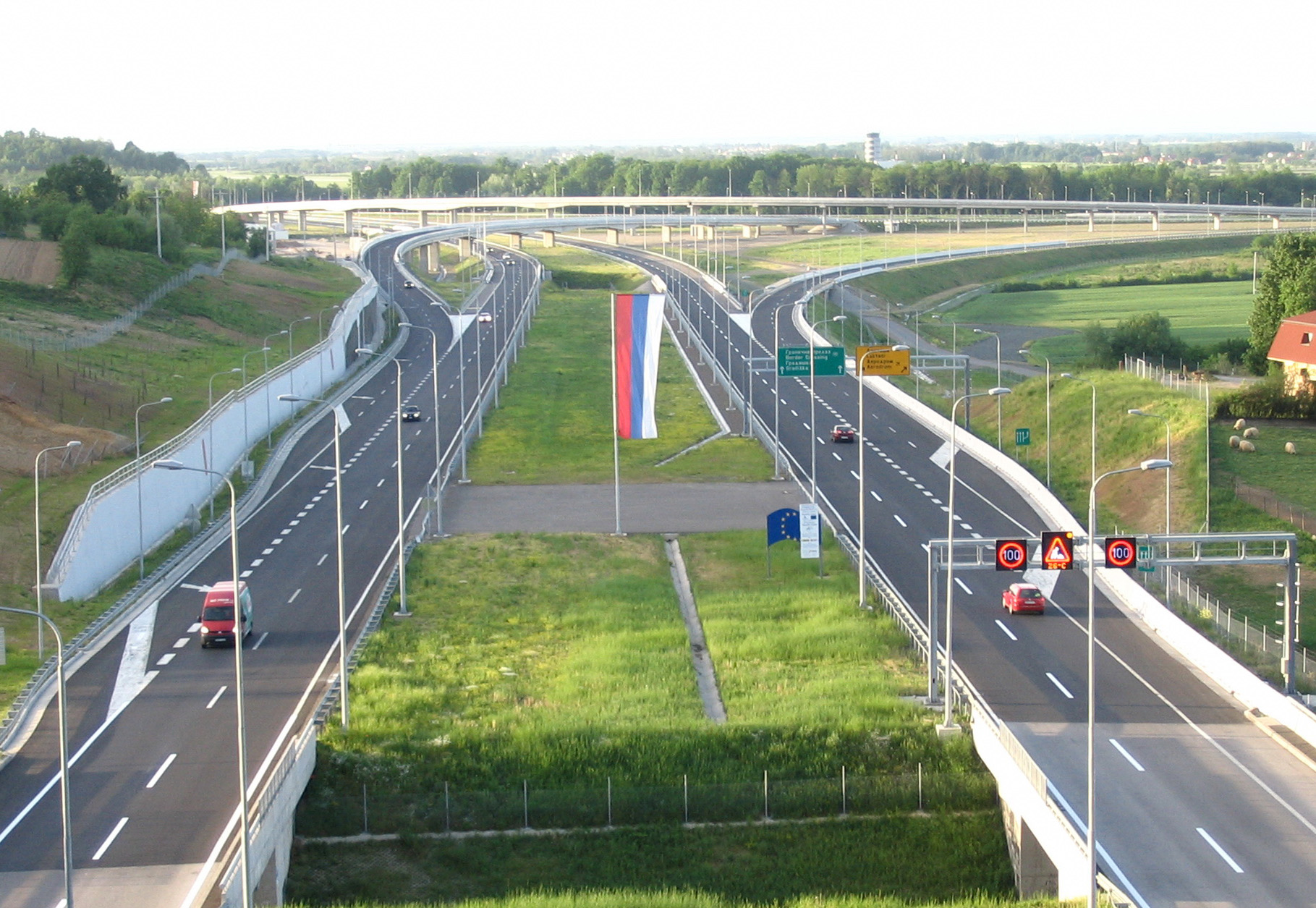
Автомагистраль Градишка — Баня-Лука

В 2015 году транспортные компании в РС перевезли около 30 миллионов пассажиров, что на 0,6 % меньше, нежели в 2014 году. 77,2 % пассажиров было перевезено в пределах городских и районных маршрутов. В то же время на 40,6 % по сравнению с предыдущим годом вырос объём перевезенных грузов. Из них 57 % грузов были транспортированы по железной дороге.
Протяженность автомобильных дорог, по которым осуществляются транспортные перевозки, составляет 14 191 километр. Автомобильным транспортом в 2015 году воспользовалось 29 568 000 пассажиров.
По состоянию на конец 2016 года ведется строительство нескольких магистральных дорог, общей стоимостью 2,397 миллиарда евро:
- Баня-Лука — Добой (72 км)
- Гламочани — Баня-Лука — Мрконьич-Град — административная граница с Федерацией Боснии и Герцеговины (110 км)
- Добой — Якеш (46 км)
- Баня-Лука — Нови-Град (71 км)
- Якеш — Биелина — граница с Сербией (98 км)

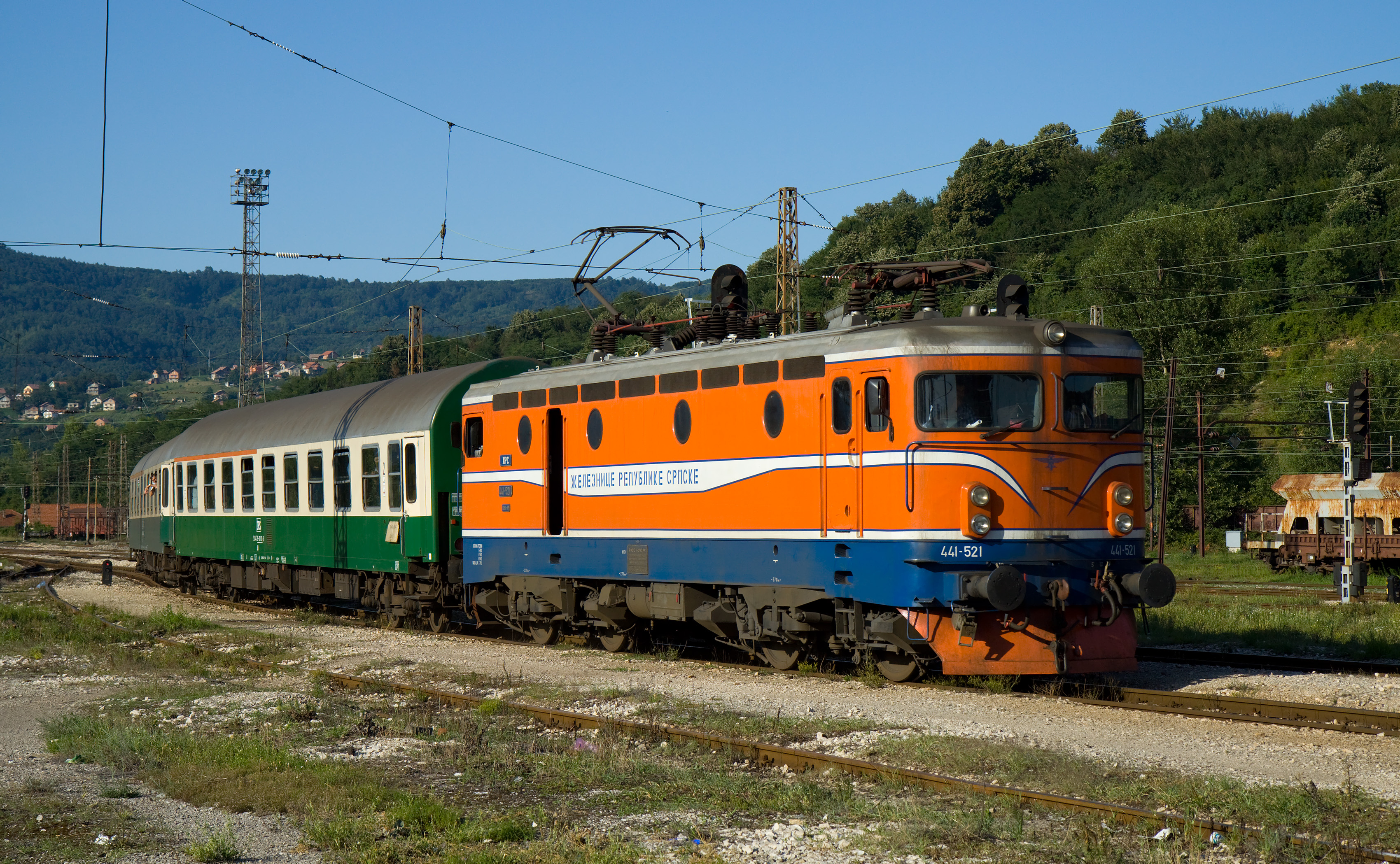
Поезд около Добоя

По планам Правительства РС строительство и содержание этих магистралей даст 8000 новых рабочих мест. Также в настоящее время ведется строительство объездных дорог около крупных городов: Баня-Луки, Приедора, Модричи, Биелины, Требинья и Гацка. Цель их возведения заключается в повышении безопасности на дорогах, а также направлении транзитных потоков вокруг городов.
В 2015 году число зарегистрированных автомобилей выросло на 1,7 % по сравнению с предыдущим годом.
Протяженность железных дорог — 426 километров, по ним было перевезено 178 000 пассажиров. Весь железнодорожный транспорт и соответствующая инфраструктура находятся в ведении государственной компании «Жељезнице Републике Српске».
Главными железными дорогами являются Шамац — Добой — Маглай и Нови-Град — Добой — Зворник. Ведется модернизация как путей, так и пассажирских составов. Планом развития железных дорог предусмотрена закупка 200 новых вагонов.
Авиатранспортом в 2015 году воспользовались 22 793 человека.

#### Почтовая связь
Почтовая связь в РС осуществляется государственной компанией «Поште Српске». Она была создана 10 декабря 1996 года разделением системы почты, телеграфа и телефона РС на два предприятия — «Поште Српске» и «Телеком Српске». 25 декабря 2002 года компания была преобразована  в акционерное общество, где государству принадлежат 65% уставного капитала.
В составе «Поште Српске» числится 226 единиц территориальной почтовой сети, в компании трудятся 2288 сотрудников. В среднем, одна почта ответственна за 111,04 км² Республики и 6627 жителей. На одного почтальона приходится 2325 жителей РС. Согласно данным Республиканского института статистики, в 2016 году «Поште Српске» доставила 24 000 писем и 44 000 посылок.

## Социальная сфера

### Образование

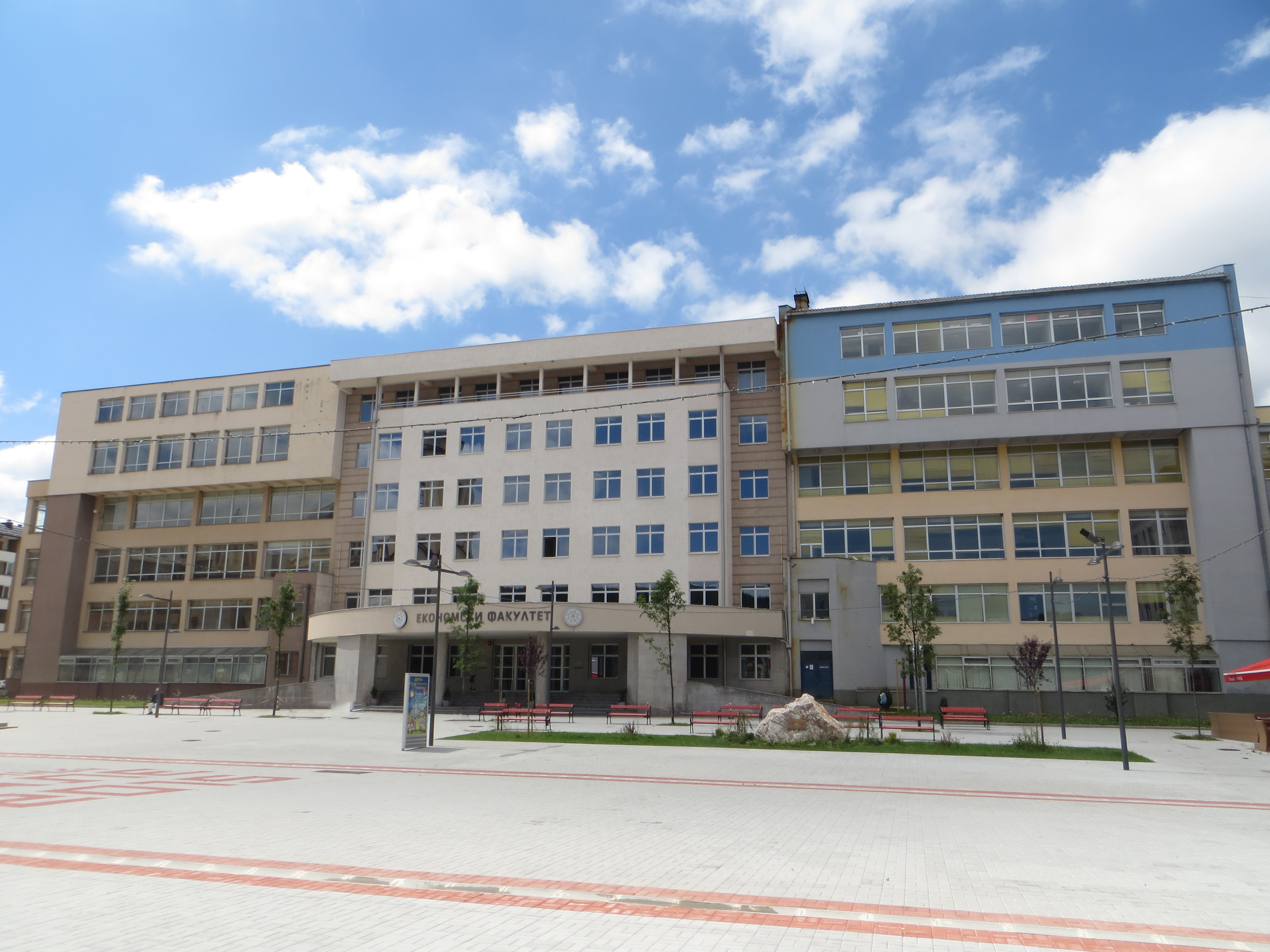
Экономический факультет Источно-Сараевского университета

Система образования в Республике Сербской регулируется республиканским Министерством просвещения и культуры. Она состоит из дошкольных учреждений, предназначенных для детей от 3 до 7 лет; начальных школ для детей от 7 до 15 лет; общих средних школ и гимназий для учащихся от 15 до 19 лет; специальных средних школ (технических, педагогических, музыкальных и прочих), профессионально-технических школ и университетов. По данным Республиканского института статистики, в 2015—2016 учебном году в Республике Сербской было 124 дошкольных учреждения (9093 ученика), 708 начальных школ (94 064 ученика), 94 средние школы и гимназии (42 089 учеников), 21 профессионально-техническая школа и университет (37 390 студентов).
К учреждениям высшего образования в Республике Сербской относятся университеты — Баня-Лукский университет, Источно-Сараевский университет, Приедорская высшая медицинская школа, Требинская высшая школа гостиничного бизнеса и туризма и др. Баня-Лукский университет является крупнейшим из них, в 2015—2016 учебном году в нём обучались 15 513 студентов под руководством 1300 преподавателей и научных сотрудников.